# Giorgia Arrigoni
Giorgia Arrigoni (Bergamo, 4 ottobre 2004) è una calciatrice italiana, centrocampista del Milan.

## Carriera

### Club
Giorgia Arrigoni è cresciuta calcisticamente nelle giovanili dell'Atalanta, ove milita dal 2019 al 2021. Si è poi trasferita al Verona in vista della stagione di Serie A 2021-2022, ove realizza otto presenze segnando la sua prima rete nella massima serie il 3 aprile 2022 (al 71' di Roma-Verona, persa 7-1).
A fine stagione si è trasferita al Parma, squadra neonata che ha acquistato il titolo sportivo dell'Empoli. Al Parma Arrigoni ha disputato 19 incontri di Serie A e un incontro di Coppa Italia.
Nell'estate 2023 si è trasferita al Milan, debuttando in ottobre in Coppa Italia nel 7-2 inflitto al Verona, sua ex squadra, ed esordendo poi in campionato il 1º maggio 2024 contro il Pomigliano (2-2). Torna a segnare nel massimo campionato il 24 novembre 2024, realizzando la rete del 2-1 che permette di accorciare le distanze dalla Fiorentina, nell'incontro poi terminato 2-2.
Nel maggio del 2025, Arrigoni viene premiata come miglior giocatrice under 23 del campionato.

### Nazionale
Nel maggio del 2025, Arrigoni riceve la sua prima convocazione in nazionale maggiore dal CT Andrea Soncin, per uno stage in vista degli incontri di UEFA Women's Nations League con Svezia e Galles.

## Statistiche
Statistiche aggiornate al 5 maggio 2025.

### Presenze e reti nei club
| Stagione        | Squadra         | Campionato      | Campionato | Campionato | Coppe nazionali | Coppe nazionali | Coppe nazionali | Coppe continentali | Coppe continentali | Coppe continentali | Altre coppe | Altre coppe | Altre coppe | Totale | Totale |
| Stagione        | Squadra         | Comp            | Pres       | Reti       | Comp            | Pres            | Reti            | Comp               | Pres               | Reti               | Comp        | Pres        | Reti        | Pres   | Reti   |
| --------------- | --------------- | --------------- | ---------- | ---------- | --------------- | --------------- | --------------- | ------------------ | ------------------ | ------------------ | ----------- | ----------- | ----------- | ------ | ------ |
| 2021-2022       | Verona          | A               | 8          | 1          | CI              | 0               | 0               | -                  | -                  | -                  | -           | -           | -           | 8      | 1      |
| 2022-2023       | Parma           | A               | 19         | 0          | CI              | 1               | 0               | -                  | -                  | -                  | -           | -           | -           | 20     | 0      |
| 2023-2024       | Milan           | A               | 2          | 0          | CI              | 1               | 0               | -                  | -                  | -                  | -           | -           | -           | 3      | 0      |
| 2024-2025       | Milan           | A               | 17         | 5          | CI              | 3               | 1               | -                  | -                  | -                  | -           | -           | -           | 20     | 6      |
| Totale Milan    | Totale Milan    | Totale Milan    | 19         | 5          |                 | 4               | 1               |                    | -                  | -                  |             | -           | -           | 23     | 6      |
| Totale carriera | Totale carriera | Totale carriera | 46         | 6          |                 | 5               | 1               |                    | -                  | -                  |             | -           | -           | 51     | 7      |

## Palmarès

### Club giovanili
- Campionato Primavera: 1

Milan: 2023-2024